# Neoseiulus communis
Neoseiulus communis är en spindeldjursart som beskrevs av Denmark och Edland 2002. Neoseiulus communis ingår i släktet Neoseiulus och familjen Phytoseiidae. Inga underarter finns listade i Catalogue of Life.